# Prawne formy działania administracji
Prawne formy działania administracji – prawnie określony typ konkretnej czynności organu administracji publicznej
Podstawowe formy działania administracji publicznej to:
- akty normatywne,
- akty administracyjne,
- ugody,
- porozumienia administracyjne,
- czynności cywilnoprawne,
- czynności faktyczne[1],
- niewładcze formy działania administracji.

## Działalność administracji publicznej
Działalność administracji publicznej można podzielić na dwie sfery, na sferę zewnętrzną i na sferę wewnętrzną.
Sfera zewnętrzna działalności administracji obejmuje działania w stosunku do podmiotów niepodporządkowanych organizacyjną, służbową podległością danemu organowi administracji. Jest to sfera stosunków z obywatelami, organizacjami społecznymi, samorządowymi itp., a także z jednostkami państwowymi i niepaństwowymi nie podlegającymi danemu organowi.
Sfera wewnętrzna działalności administracji to stosunki prawne z organami, jednostkami organizacyjnymi, jak również z pracownikami bezpośrednio służbowo podporządkowanymi danemu organowi.
Rodzaje działań administracji można podzielić na działania władcze i działania niewładcze.
Działania władcze to akty administracyjne i akty normatywne. Organ administracyjny jednostronnie rozstrzyga o pozycji obywatela lub innego podmiotu, który musi podporządkować się woli organu, gdyż ten w razie nieposłuszeństwa dysponuje środkami przymusu.
Działania niewładcze stawiają obywatela lub inny podmiot na równi z organem administracji, który nie zajmuje już pozycji dominującej.

## Akty normatywne
Akty normatywne to władcze rozstrzygnięcia organu władzy publicznej – władzy wykonawczej, zawierające normy postępowania skierowane do ogólnie wskazanego adresata w sytuacji abstrakcyjnej. Akty te nie wskazują adresata imiennie, podają cechy, w przypadku zaistnienia których każda osoba staje się adresatem aktu.
Przykładowe nazwy aktów normatywnych organów administracji: rozporządzenie, zarządzenie, uchwała, zarządzenie porządkowe, rozporządzenie porządkowe; trzeba jednak zaznaczyć, że nie każdy akt tak nazwany jest aktem normatywnym administracji.

## Akty administracyjne
Akty administracyjne to podstawowa forma działania administracji. Są to oparte na przepisach prawa administracyjnego władcze, jednostronne oświadczenia woli organu administracji publicznej, a ich wykonanie zagwarantowane jest siłą przymusu państwowego. Akty administracyjne określają sytuację konkretnie wskazanego adresata w konkretnej, indywidualnie oznaczonej sprawie (tzw. podwójna konkretność aktu administracyjnego).
Rodzaje aktów administracyjnych:
- akty wewnętrzne
- akty zewnętrzne
  - decyzje administracyjne
    - pozwolenia
    - zezwolenia
    - koncesje
    - licencje

- akty deklaratoryjne
- akty konstytutywne

- akty zależne od woli adresata
- akty niezależne od woli adresata

- akty wywołujące skutki cywilnoprawne
- akty niewywołujące skutków cywilnoprawnych

- akty regulujące sytuację prawną osób
- akty regulujące sytuację prawną rzeczy

- akty administracyjne związane
- akty administracyjne swobodne

## Ugody
Ugoda to pisemne porozumienie między stronami postępowania administracyjnego. Może być zawarte przed organem administracji publicznej, przed którym toczy się postępowanie w pierwszej instancji lub postępowanie odwoławcze. Ugoda poprzedzona jest zgodnym oświadczeniem stron o zamiarze jej zawarcia, ma przyczynić się do przyspieszenia i uproszczenia postępowania administracyjnego. Organ administracji uczestniczy w ugodzie poprzez sprawdzenie prawidłowości zawartego pomiędzy stronami porozumienia, a następnie zatwierdzenia go. Bez zatwierdzenia ugoda nie ma mocy prawnej. Ugodę sporządza się w formie pisemnej. Powinna ona zawierać: oznaczenie organu, przed którym została zawarta, datę sporządzenia, oznaczenie stron, przedmiot i treść ugody, wzmiankę o jej odczytaniu i przyjęciu, podpisy stron oraz podpis pracownika administracji publicznej, upoważnionego do sporządzenia ugody.

## Porozumienia administracyjne
Porozumienie to nie władcza forma działania administracji. Zawierane jest między podmiotami niepowiązanymi organizacyjną lub służbową podległością. Stronami porozumienia mogą być wszystkie podmioty prawa administracyjnego. Są nimi najczęściej gminy i inne jednostki samorządowe, organy administracji rządowej, inne jednostki organizacyjne wyposażone w osobowość prawną lub nie. Stosunki te cechuje równość stron. Jednak aby porozumienie mogło być nazwane administracyjnym, przynajmniej jedna ze stron musi realizować zadania publiczne. Zobowiązania dotyczące realizacji zadań ze sfery publicznej są właśnie przedmiotem porozumienia. Zadania te mogą być wykonywane wspólnie lub zostać przekazane, przeniesione z jednej jednostki administracji publicznej na drugą. Porozumienia mogą być zawarte tylko w takiej sferze, w której dany organ, jednostka jest samodzielna. Porozumienia mają charakter wiążący.

## Czynności cywilnoprawne
Wyżej omówione formy działania administracji publicznej regulowane są przepisami prawa administracyjnego, niektóre wywołują także obok skutków administracyjnych skutki cywilnoprawne. Organy administracji dokonują również czynności prawnych regulowanych przez Kodeks cywilny. Działalność administracji oparta na prawie cywilnym dotyczy sfery świadczenia usług na rzecz społeczeństwa, zaspokajania jego potrzeb (np. zaopatrywanie w energię, wodę, usuwanie nieczystości, utrzymywanie dróg, mostów, zakładów administracyjnych, budynków będących własnością państwa lub gminy) i pozyskiwania dóbr i usług niezbędnych dla funkcjonowania aparatu administracyjnego (np. oświetlenie i ogrzewanie pomieszczeń, zakup materiałów biurowych, mebli). Świadczenia ze strony administracji można podzielić na odpłatne i nieodpłatne. Świadczenia odpłatne wykonują z reguły przedsiębiorstwa użyteczności publicznej, natomiast świadczenia nieodpłatne wykonują same organy administracji publicznej lub zakłady administracyjne. Organy administracji publicznej mogą działać na gruncie prawa cywilnego tylko w systemie zdecentralizowanym, szczególnie w systemie samorządu terytorialnego; potrzebna jest pewna swoboda w podejmowaniu decyzji, prawo samodzielnego dysponowania majątkiem.

## Czynności faktyczne
Czynności faktyczne to działania czysto fizyczne dokonywane przez organy administracji, takie jak doręczenie, ogłoszenie, zapisanie; w przeciwieństwie do czynności prawnych, gdzie organy muszą rozstrzygnąć lub uregulować określoną sprawę. Z czynnościami faktycznymi łączą się konkretne skutki prawne (np. doręczenie decyzji powoduje rozpoczęcie biegu terminu jej zaskarżenia). Kształtują stosunki prawne poprzez fakty, a nie poprzez normy postępowania. Przepisy kodeksu postępowania administracyjnego nie mają zastosowania do czynności faktycznych, nie oznacza to jednak, że są dokonywane bez podstawy prawnej. Wyodrębniamy dwa rodzaje działań w grupie czynności faktycznych: działania społeczno-organizacyjne i czynności materialno-techniczne. Jako przykład tych pierwszych możemy podać: urządzanie prelekcji i zebrań, wywieszanie plakatów, apelowanie do obywateli lub ich grup. Są to działania niewładcze i może ich dokonywać każda organizacja społeczna. Stosowanie środków przymusu za niepodporządkowanie się działaniom społeczno-organizacyjnym jest niedopuszczalne. Czynności materialno-techniczne mają wyraźną podstawę prawną, upoważnienie mające postać aktu normatywnego albo aktu administracyjnego i wywołują konkretne skutki prawne. Obywatele muszą się im podporządkować, a prawnym obowiązkiem organów administracji jest współudział w tych czynnościach. Czynności materialno-techniczne można podzielić na wewnętrzne (sfera wewnętrzna działalności administracji, wykonywanie poleceń służbowych) i zewnętrzne (działania skierowane przez organ administracji na zewnątrz do adresatów niepodporządkowanych służbowo ani organizacyjnie danemu organowi). Podstawą prawną czynności materialno-technicznych wewnętrznych jest prawo wewnętrzne, np. przepisy dotyczące organizacji wewnętrznej urzędów, natomiast czynności materialno-technicznych zewnętrznych akty normatywne albo akty administracyjne.